# Rio Bella
O Rio Bella é um rio da Romênia afluente do Rio Caşin, localizado no distrito de Covasna.